# OKay
 (janvier 2014).
Si vous disposez d'ouvrages ou d'articles de référence ou si vous connaissez des sites web de qualité traitant du thème abordé ici, merci de compléter l'article en donnant les références utiles à sa vérifiabilité et en les liant à la section « Notes et références ».
Pour l’article ayant un titre homophone, voir Okay.
OKay est une chaîne de magasins de proximité belge créée en 1998 et appartenant à Colruyt Group. Les magasins OKay ont une superficie moyenne de 400 m2.
Un magasin OKay se situe près du centre d’une ville ou d’une commune. OKay met l’accent sur les produits frais et garantit les prix les plus bas des environs. Sur la centaine de magasins que compte l’enseigne à ce jour, la plupart sont situés en Région flamande.

## Histoire
En 1998, le premier magasin OKay a ouvert ses portes à Ertvelde en Flandre-Orientale.